# Aulogymnus io
Aulogymnus io är en stekelart som först beskrevs av Girault 1916.  Aulogymnus io ingår i släktet Aulogymnus och familjen finglanssteklar. Inga underarter finns listade.